# 蓝鲶鱼
蓝鲶鱼（英语：blue catfish；学名：Ictalurus furcatus），又名长鳍真鮰，為北美鯰科真鮰屬的一種，是北美洲数量最多的一种鲶鱼。它主要分布在密苏里、俄亥俄、田纳西和阿肯色的密西西比河里。这些蓝鲶鱼被大量的引进到水库和河流中，如南卡罗来纳的马里恩湖的附湖——桑迪卡普尔湖、莫尔特里湖和弗吉尼亚的詹姆斯河，还有伊利诺斯培进的波尔顿湖，體長可達165公分，其息在水深、沙石底質的湖泊、溪流，雜食性，可做為食用魚或觀賞魚。